# Шоєй-Мару (3099)
Шоєй-Мару (Shoei Maru) — судно, яке під час Другої світової війни взяло участь у операціях японських збройних сил на сході Мікронезії.

## Передвоєнна історія
Судно спорудили як War Oasis в 1919 році на британській верфі William Gray & Co у Хартлпулі на замовлення урядової інституції British Government's Shipping Controller. У зв'язку із завершенням Першої світової війни того ж року його продали компанії Ashwin & Co, яка перейменувала судно на Oakwin.
У 1924-му судно спершу перейшло під контроль Oakwin Steam Ship, а потім стало власністю Sir W.R. Smith & Sons, при цьому того ж року отримало назву General Lukin. У 1927-му відбулась чергова зміна власника на St. Just Steam Ship. Нарешті, в 1928-му його придбала японська Shoei Kisen, яка перейменувала корабель на Shoei Maru. Втім, і це не стало останньою зміною, оскільки в 1932-му судно продали іншій японській компанії Towa Kisen.
21 серпня 1941-го судно реквізували для потреб Імперського флоту Японії.

## Перші воєнні роки
З грудня 1941-го по липень 1943-го Шоєй-Мару працювало переважно у водах Японії та прилеглих територій. Воно виконало численні рейси, відвідавши (деякі не по одному разу) порти Chinnampo (на західному узбережжі Корейського півострова в усті річки Тедонган), Мако (важлива база японських ВМС на Пескадорських островах у південній частині Тайванської протоки), Такао та Кірун (наразі тайванські Гаосюн та Цзілун відповідно), Осака, Кобе, Інношима, Моджі, Дайрен (наразі китайський Далянь), Токіо, Муроран та Отару (острів Хоккайдо), Чірікоро та Асасе (південь острова Сахалін), Нагоя, Шікука (наразі Поронайськ на Сахаліні), Йокогама, Хакодате (Хоккайдо), Куре, Омінато (північне узбережжя острова Хоншу), Кусіро (так само Хоккайдо), Йокосука, Сімоносекі, Міїке, Цукумі.
10 лютого 1943-го під час переходу у складі конвою 1208B з Токіо до Хакодате у Шоєй-Мару влучила, проте не здетонувала, торпеда. Авторство атаки наразі невстановлене.

## Рейси до Мікронезії
4 серпня 1943-го Шоєй-Мару вийшло з Йокосуки у складі конвою № 3803B, прямувало через острови Тітідзіма та Сайпан і 16 серпня прибуло на атол Трук у центральній частині Каролінських островів (ще до війни тут створили потужну базу японського ВМФ, з якої до лютого 1944-го провадились операції в цілому ряді архіпелагів). 10—15 вересня 1943-го Шоєй-Мару у складі конвою № 5101 пройшло з Труку на Кваджелейн, а 1—5 жовтня повернулось з конвоєм № 6011. 22 жовтня 1943-го судно вирушило з Труку разом з конвоєм № 4022 та 1 листопада було в японському порту Йокосука.
13—24 листопада 1943-го Шоєй-Мару перейшло з Йокосуки на Трук у складі конвою № 3113. Після цього 14 грудня воно знову рушило на Кваджелейн у конвої № 5142 та прибуло в пункт призначення 19 грудня. Ввечері того ж дня воно зазнало важких пошкоджень від топмачтового бомбометання, виконаного літаючим човном PBY Catalina. Судно загорілось та сіло на ґрунт (цей момент припав уже на 20 грудня), загинуло 5 членів екіпажу. 20 грудня під час нальоту бомбардувальників B-24 Ліберейтор Шоєй-Мару знову стало ціллю та зазнало додаткових пошкоджень.
Рештки судна знайшли у 1965 році на глибині 43 метри. Оскільки судно перевозило амуніцію, на дні навколо нього розкидані міни, торпеди, авіабомби та снаряди. Серед дайверів місце його загибелі відоме як «O-Buoy Wreck».